# Albino (filósofo)
Albino (em grego:  Ἀλβῖνος; fl. c. 150) foi um filósofo platonista, que viveu em Esmirna, foi professor de Galeno. A curto tratado por ele, intitulado Introdução à diálogos de Platão, chegou até nós. Desde o título de um dos manuscritos existentes aprendemos que Albino era um aluno de Caio, o platônico. O título original de sua obra foi provavelmente Prologos e pode ter formado originalmente a seção inicial de notas tomadas durante as aulas de Caio. Depois de explicar a natureza do Diálogo, que ele compara a um Drama, o escritor passa a dividir os Diálogos de Platão em quatro classes, lógica, crítica, física e ética; e menciona uma outra divisão por Tetralogias, de acordo com seus assuntos. Ele aconselha que o  Alcibiades, Fédon,  República e  Timeu, deve ser lido em uma série.
Alguma fama de Albino é atribuída ao fato de que um estudioso alemão do século 19, Jacob Freudenthal|J. Freudenthal, atribuiu a ele o Manual do platonismo de Alcino.  Esta atribuição já foi desacreditada pelo trabalho de John Wittaker em 1974.
Albino é mencionado por Boécio e Cassiodoro, que escreveram em Latim algumas obras sobre música e geometria.